# Unfiltered Artists
Unfiltered Artists Filmstudio ist eine Filmproduktionsgesellschaft mit Sitz in Berlin. Die Firma produziert und verleiht unabhängige Kinofilme für den deutschen und europäischen Markt.

## Geschichte
Unfiltered Artists Filmstudio wurde von Malte Wirtz im Jahre 2013 in Köln gegründet und im folgenden Jahr zog er mit der Firma nach Berlin.
Unfiltered Artists produziert Spielfilme verschiedener Genres. Im Herbst 2015 kam ihr erster Film Voll Paula! in die deutschen Kinos. Die Premiere fand im Kino Babylon statt. Seitdem wurden zahlreiche unabhängige Filme produziert und veröffentlicht. Seit 2024 veröffentlicht das Studio auch Filme anderer Produktionen.

## Produktionen
- 2015: Voll Paula!
- 2017: Hard & Ugly
- 2018: Nur ein Tag in Berlin
- 2019: Voll Rita!
- 2020: Lichter der Stadt
- 2020: Sie waren mal Stars!
- 2021: Geschlechterkrise
- 2022: Das Böse im Wald
- 2023: Digital Life
- 2024: Der dritte Gast